# Баетан мак Муйрхертах

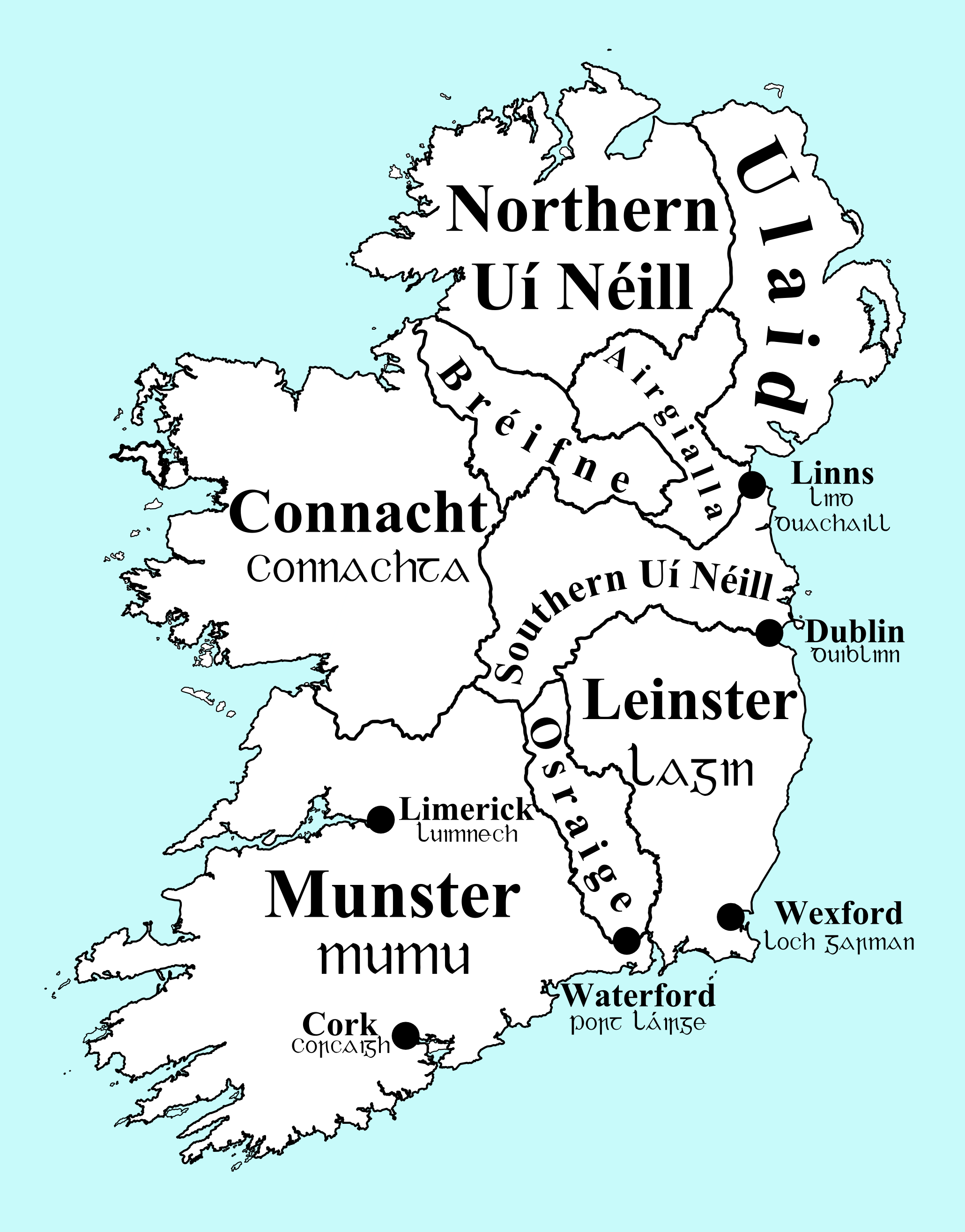
Карта Ірландії в добу раннього середновіччя. Показані особисті володіння північних та південних О'Нілів.

Баетан мак Муйрхертах – він же: Баетан Бріге (ірл. - Báetán mac Muirchertaig, Baetán Bríge) – верховний король Ірландії. Час правління: 562—563 роки. За іншими джерелами помер у 572 році і правив у 566—572 роках. 

## Походження
Син Муйрхертаха мак Муйредайга (ірл. - Muirchertach mac Muiredaig) – верховного короля Ірландії. Належав до клану Кенел н-Еогайн (ірл. - Cenél nEógain) – гілка північних О’Нілів (Уа Нейлів). Правив зі столиці Айлех. 

## Правління
Правив сумісно зі своїм племінником Еохайдом мак Домналлом (ірл. - Eochaid mac Domnaill). Друга половина VI століття ввійшла в історію Ірландії як час суперництва і боротьби двох гілок клану О’Нілів - Кенел н-Еогайн та Кенел Конайлл (ірл. - Cenél Conaill). У різних літописах є суттєві розбіжності щодо його часу правління та наявності в списках верховних королів Ірландії. Припускають, що в той час справжнім верховним королем Ірландії – фактично і юридично – був король Ольстеру Баетан мак Карілл (ірл. - Báetán mac Cairill), а в літописи пізніше були внесені зміни з певних політичних міркувань. 

## Нащадки
Син – Колман Рімід мак Баетан (ірл. - Colmán Rímid mac Báetán), який в деяких літописах наводиться як верховний король Ірландії, що сумнівно. У нього було чотири сини: Маел Умай (ірл. - Máel Umai), Фораннан (ірл. – Forannán), Фергус (ірл. – Fergus) Фйліль (ірл. – Ailill). 

## Смерть
Був вбитий у битві разом зі своїм співправителем племінником під час війни з Кронаном мак Тігернайгом (ірл. - Crónán mac Tigernaig) – королем маленького васального королівства Кіаннахта Гленн Геймін (ірл. - Ciannachta Glenn Geimin), що розташовувалось на території нинішнього графства Деррі (Ольстер). 